# 安樹桐
安树桐，直隶乐亭县人，清朝地方官員，同進士出身。
嘉庆二十二年丁丑科（1817年），登三甲進士。后任广平府教授。